# Csehország nemzeti jelképei

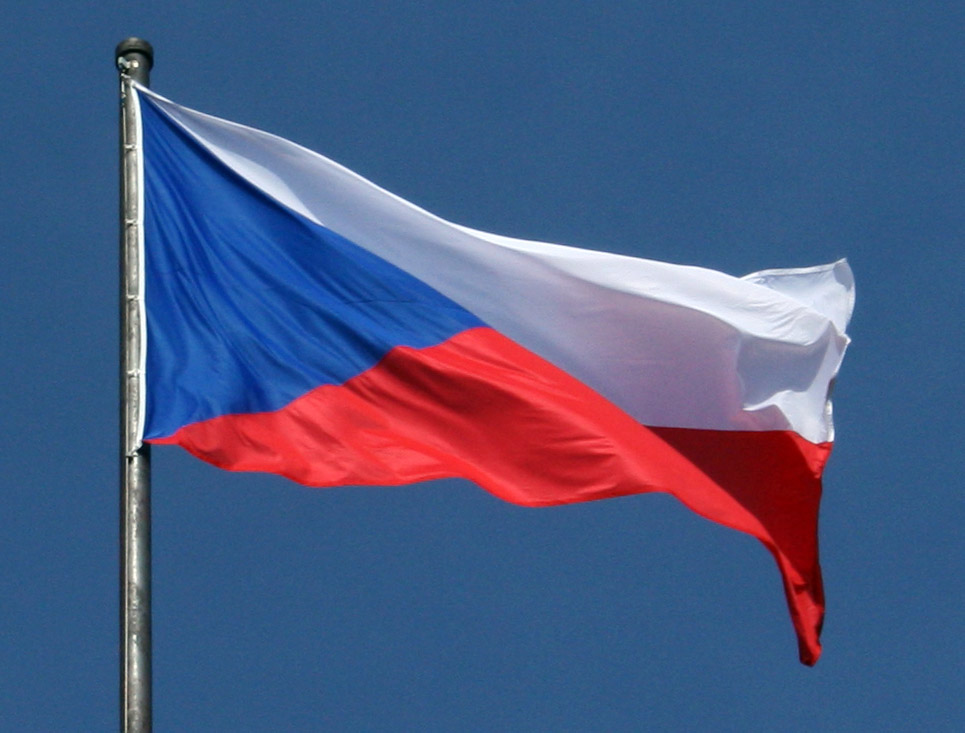
Csehország nemzeti lobogója, mely megegyezik a régi Csehszlovákiáéval.

Csehország nemzeti jelképei olyan zászlók címerek, kulturális és egyéb szimbólumok, melyek Csehországra, a csehekre jellemzőek, kifejezi kultúrájukat és történelmüket és nemzettudatukat. Hivatalosan hat nemzeti jelkép van, melyek szerepelnek Csehország alkotmányában is. Ezen kívül azonban számos földrajzi hely és kulturális érték is jellemzi a cseh földet és az ott élő embereket.[forrás?]

## Jelképek az alkotmányban
Csehország alkotmányának 14. szakasza írja le, mikor az ország nemzeti jelképei: a címer, az ország hivatalos színei, (mint a fehér, a kék és a vörös, vagyis a pánszláv színek), a a köztársaság lobogója, az elnöki lobogó, a hivatalos pecsét, valamint Csehország himnusza. Az 1993. Évi 30. törvény foglalkozik részletesen a nemzeti jelképekkel valamint azok használatával.

Címer
Címer (kis változat)
A hivatalos színek
A nemzeti zászló
Az elnöki lobogó
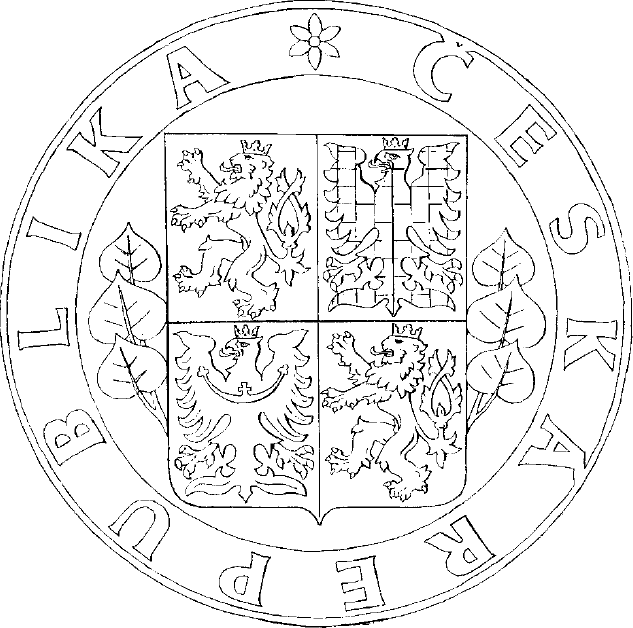
Hivatalos pecsét
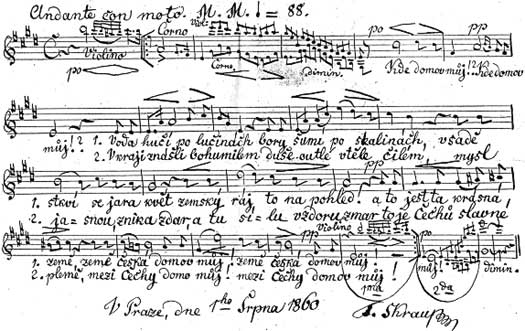
Himnusz

## Csehország részeinek jelképei
Csehországnak három történelmi régiója van: történelmi Csehország (Cseh Királyság), Morvaország és Cseh Szilézia. Mindegyiknek megvan a maga zászlaja és címere is.

### Zászlók

a Cseh Királyság zászlaja
Morvaország zászlaja
Morvaország zászlajának egy másik változata
Cseh-Szilézia zászlaja

### Címerek

a Cseh Királyság címere
Morvaország címere
Cseh-Szilézia címere

## Nem hivatalos jelképek

### Műalkotások

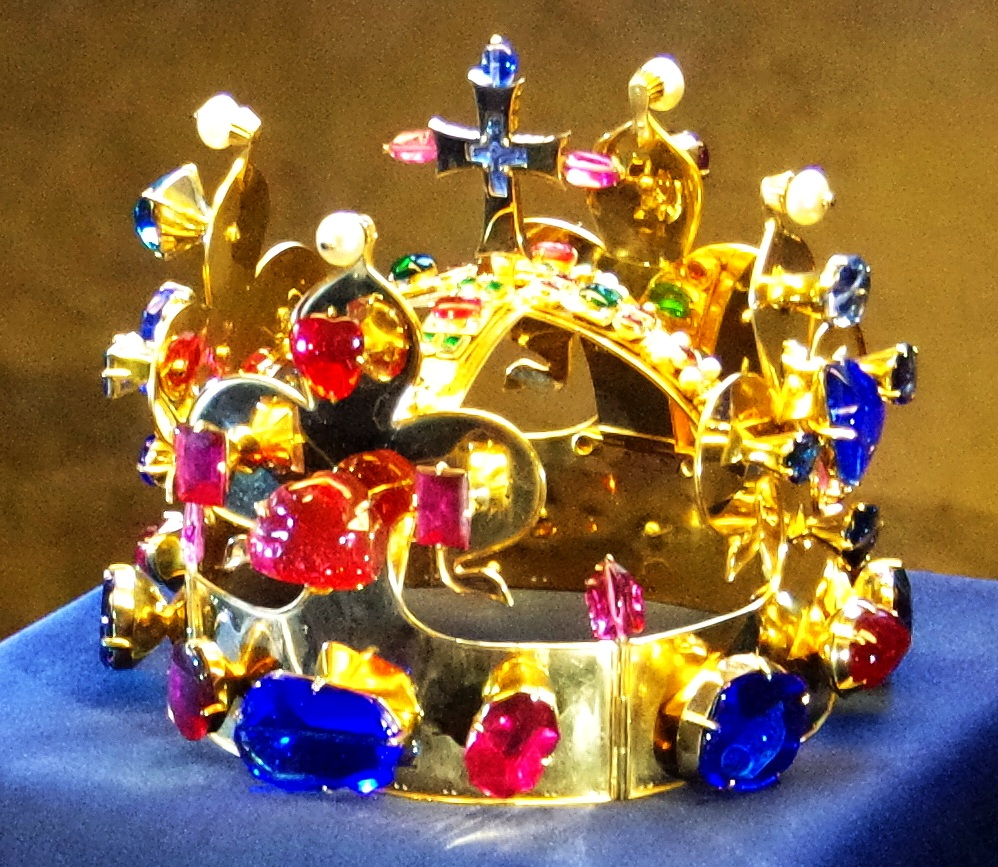
Szent Vencel koronája (a cseh koronázási jelvények része)
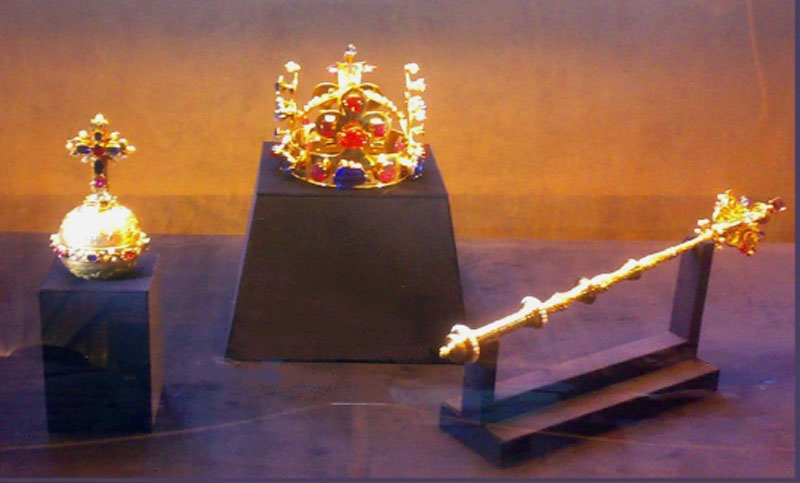
Cseh koronázási jelvények

### Flóra

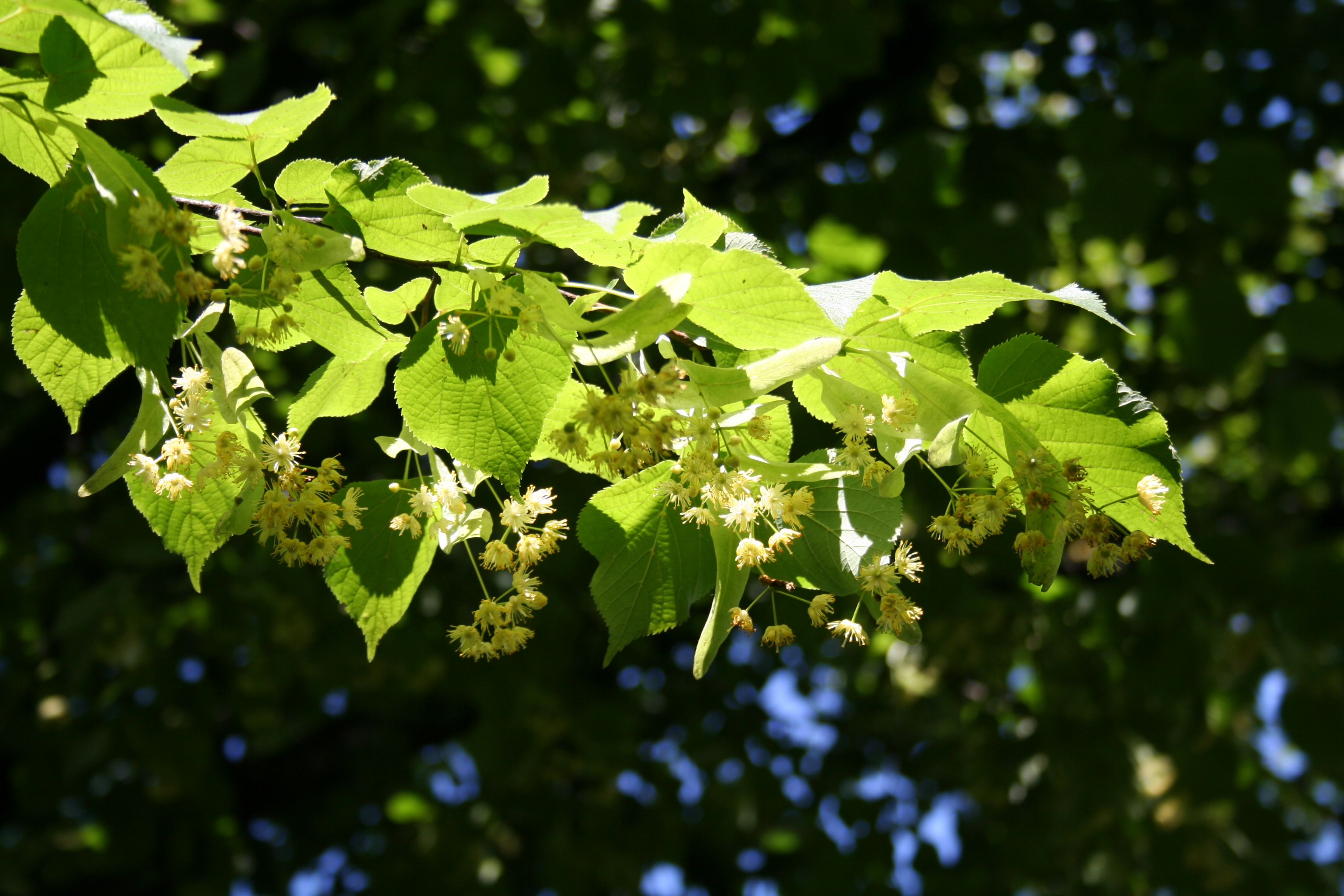
Hársfa, Csehország nemzeti fája

### Tájak

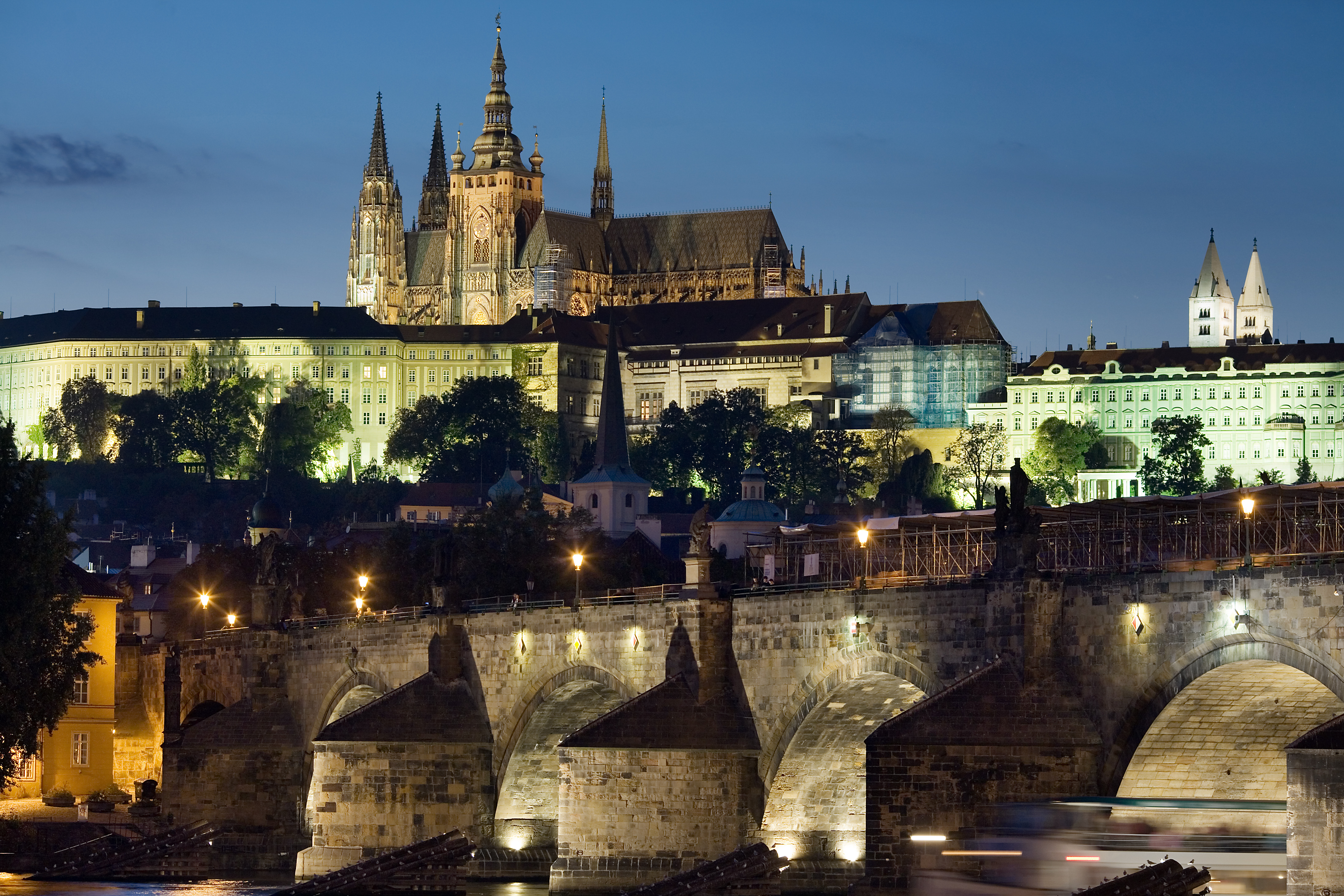
Prága és a prágai vár, Csehország királyainak, manapság az elnök székhelye, éjszakai kivilágításban
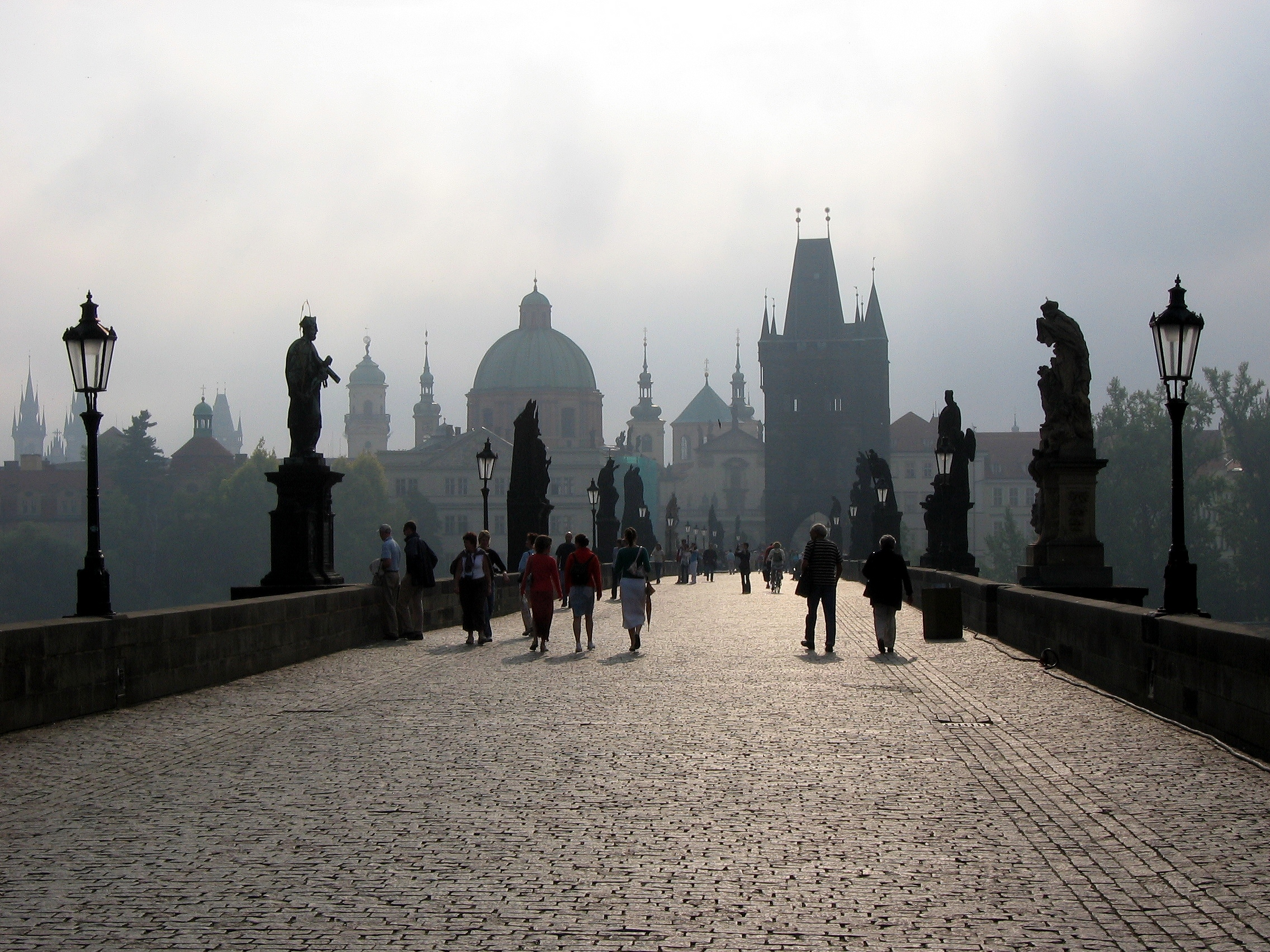
A Károly-híd, Prága hires látványossága
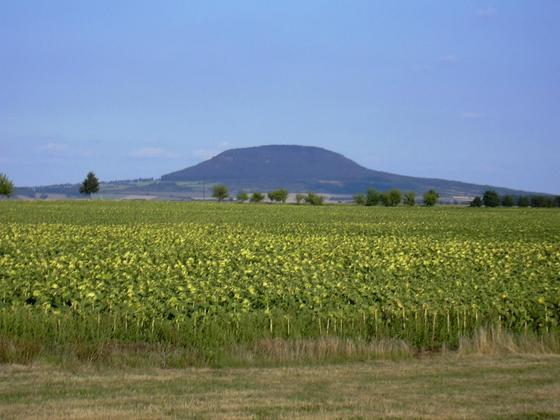
A Říp-hegy, ahol Cseh vezér vezetésével az első szlávok letelepedtek.

### Személyek

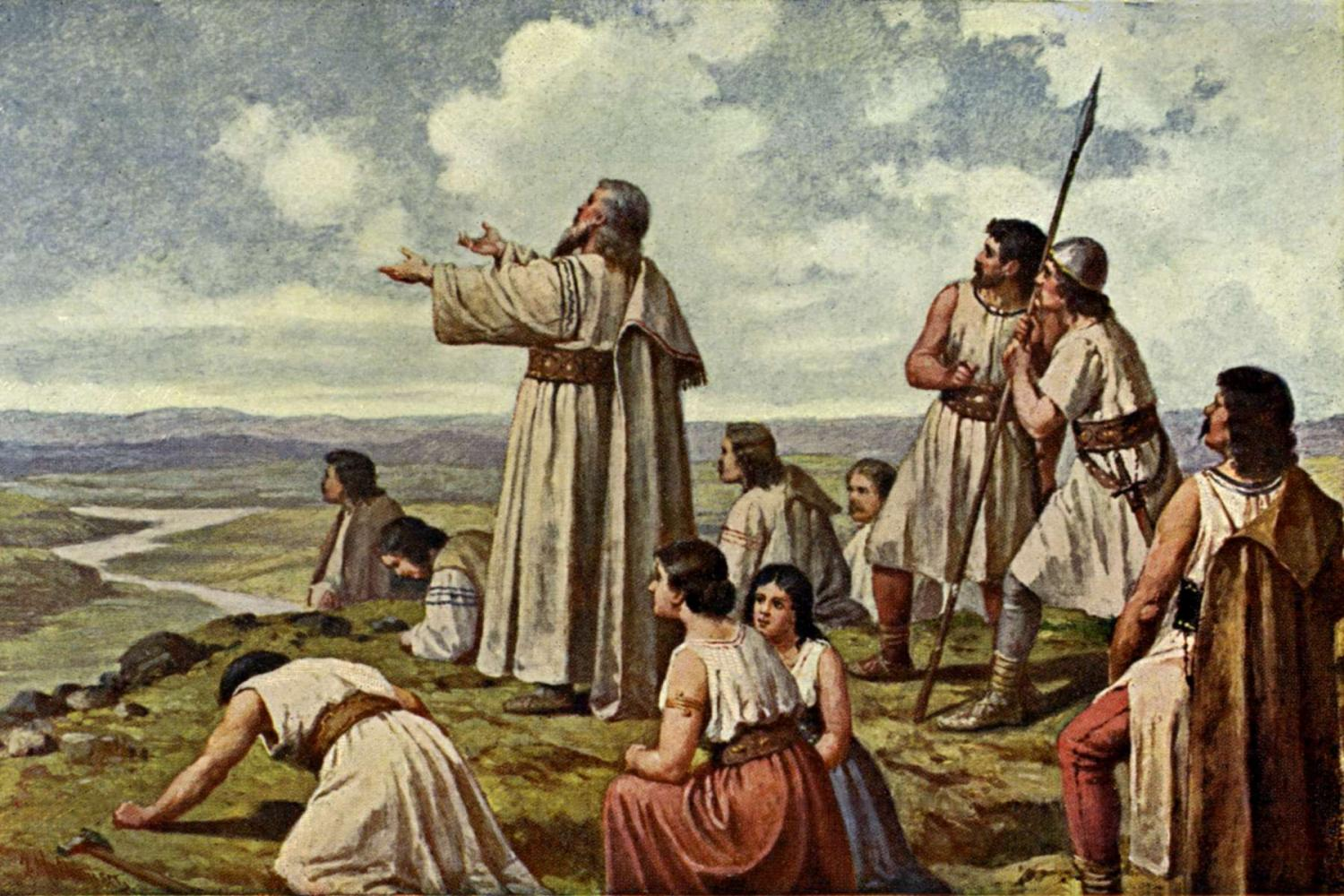
Cseh vezér (csehül: Praotec Čech), a cseh nemzet mondabeli alapítója
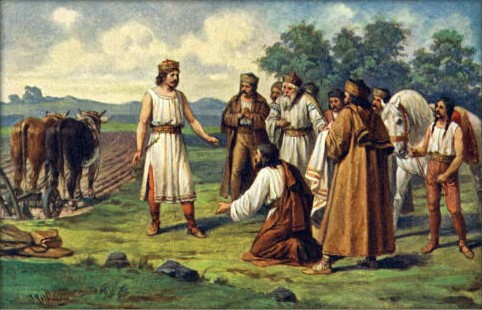
Přemysl, a földműves, a cseh származású Přemysl-ház megalapítója
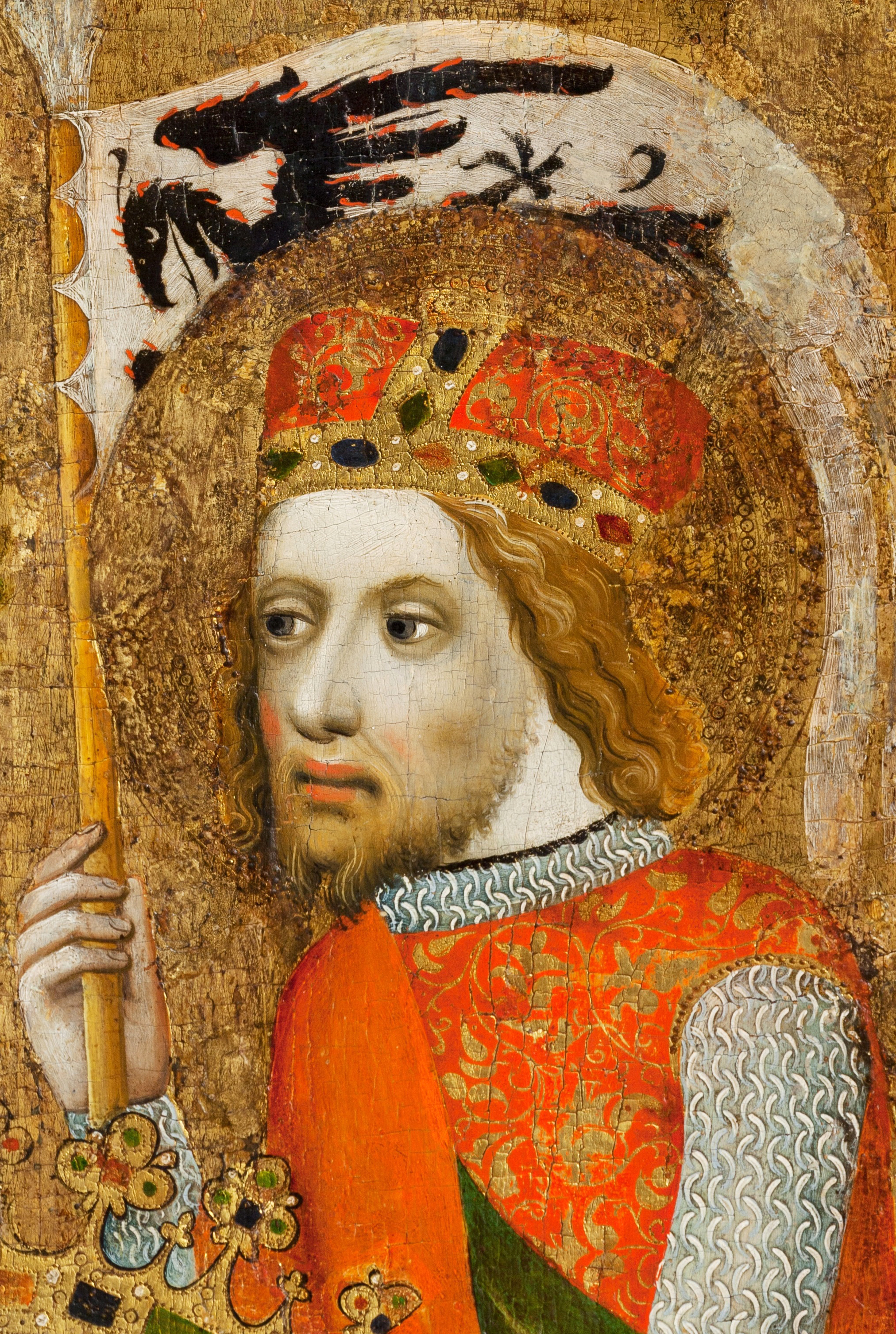
I. Vencel cseh fejedelem, a cseh állam védőszentje
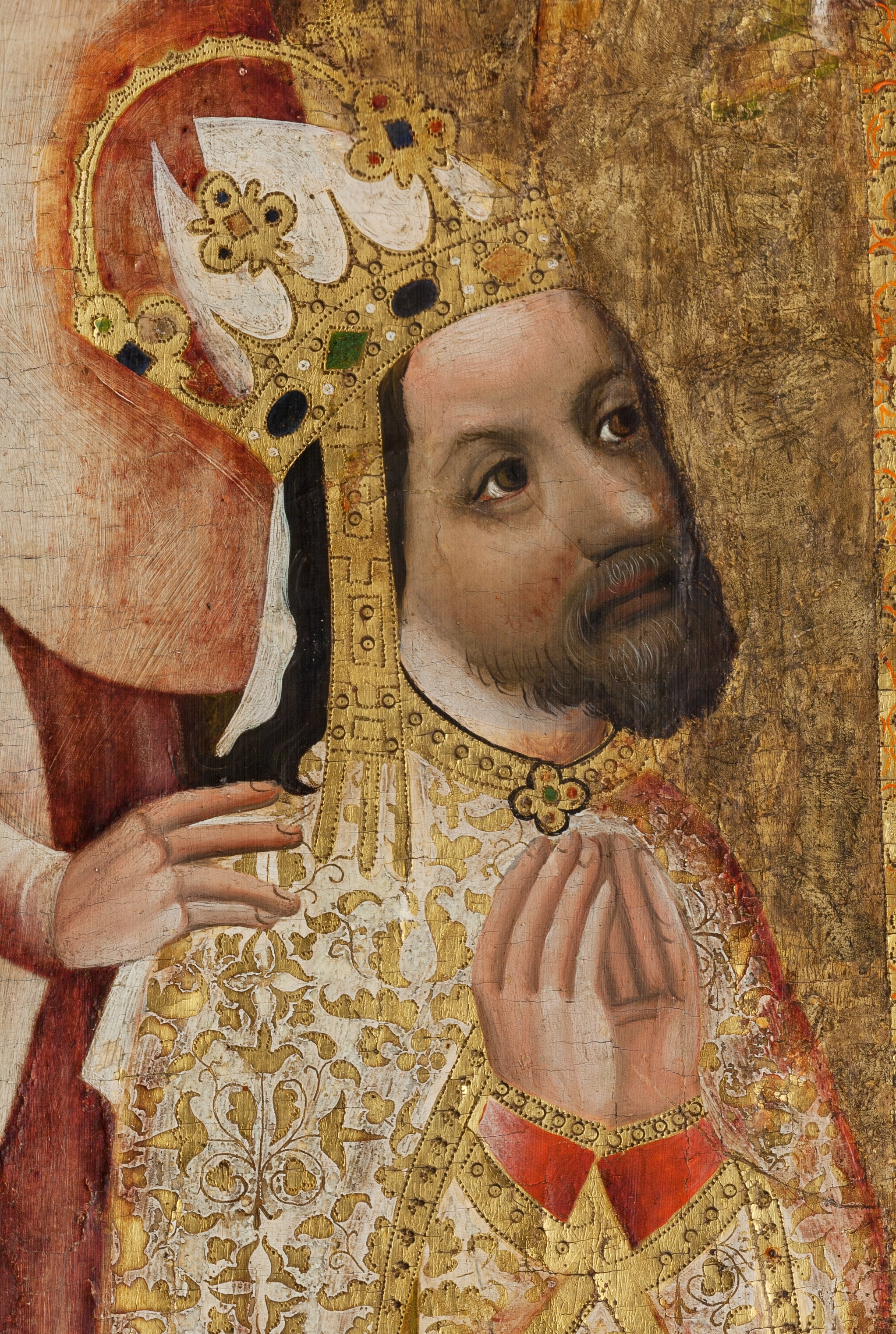
IV. Károly német—római császár, az egyik legjelentősebb cseh uralkodó
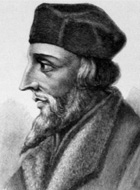
Husz János, XV. Századi reformátor, a Huszita mozgalom lelki vezetője
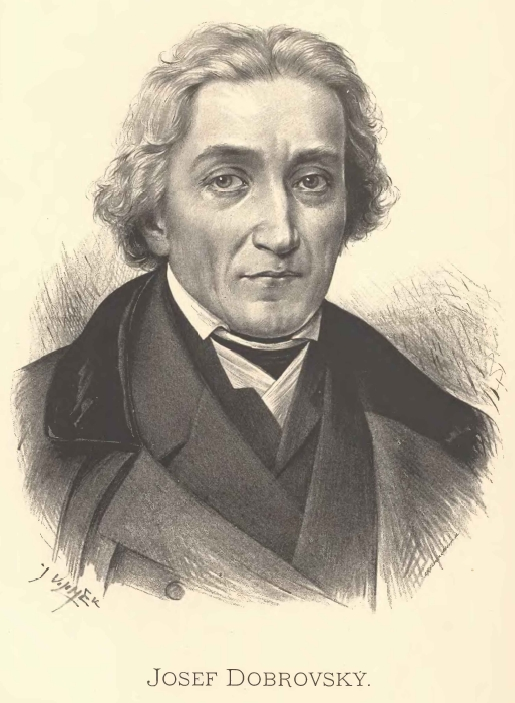
Josef Dobrovský, a cseh nemzeti megújulás egyik alakja, mellette fontos szerepet töltött még be Josef Jungmann és František Palacký
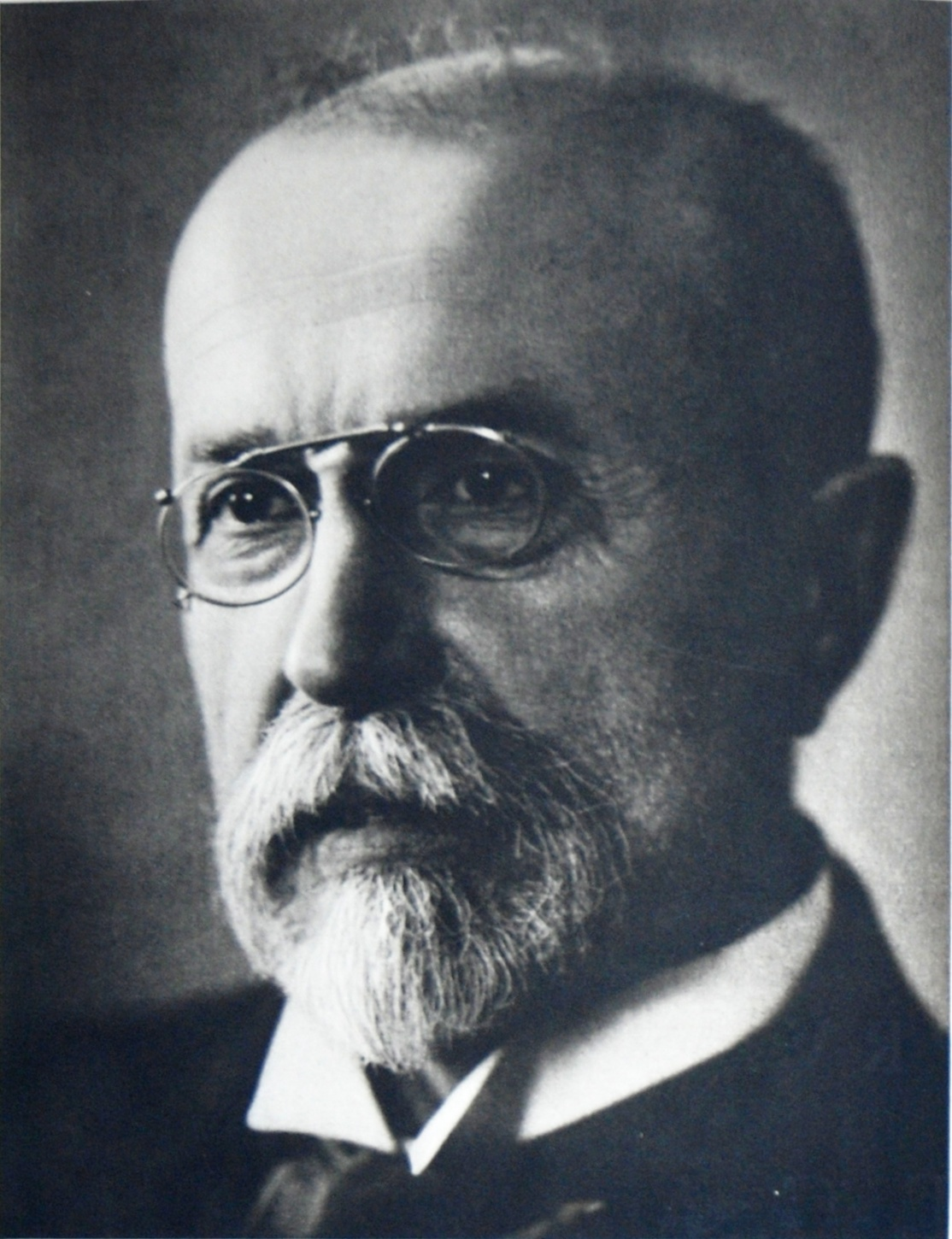
Tomáš Garrigue Masaryk, történész, filozófus, az első csehszlovák állam első miniszterelnöke

### Élelmiszerek

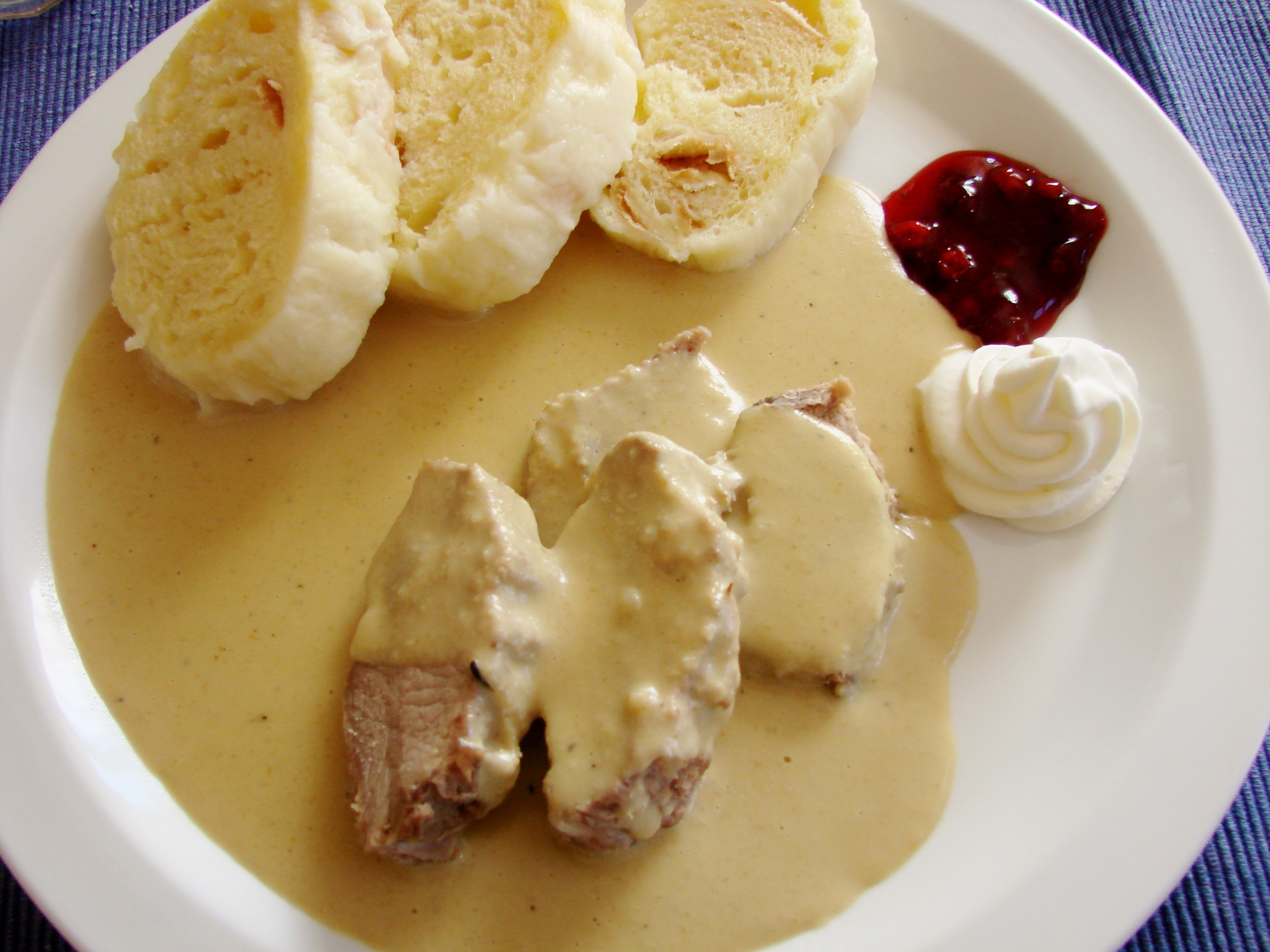
Svíčková na smetaně, cseh nemzeti étel
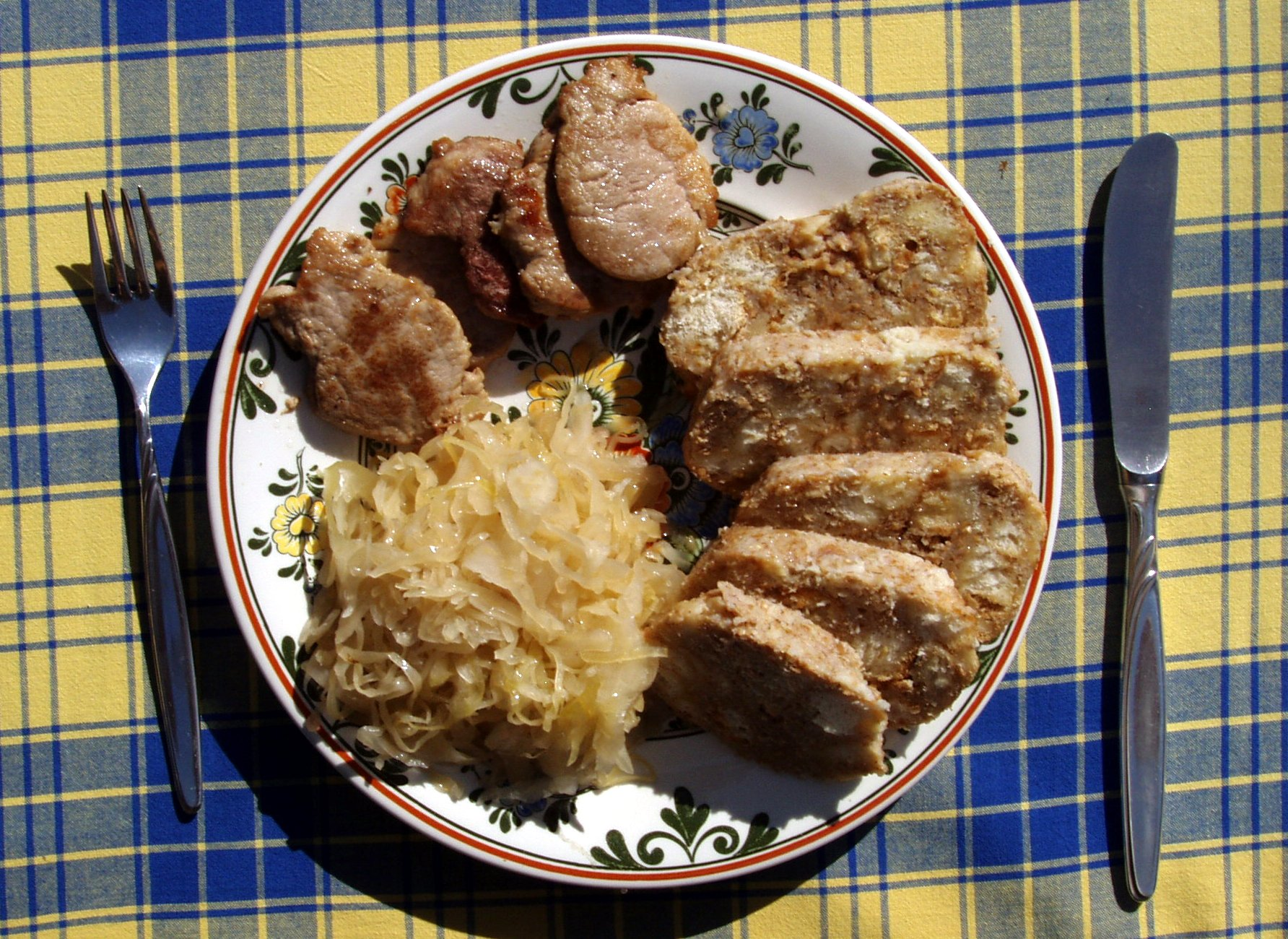
Vepřo knedlo zelo (sült disznóhús tésztával és savanyú káposztával, egy másik cseh ételspecialitás
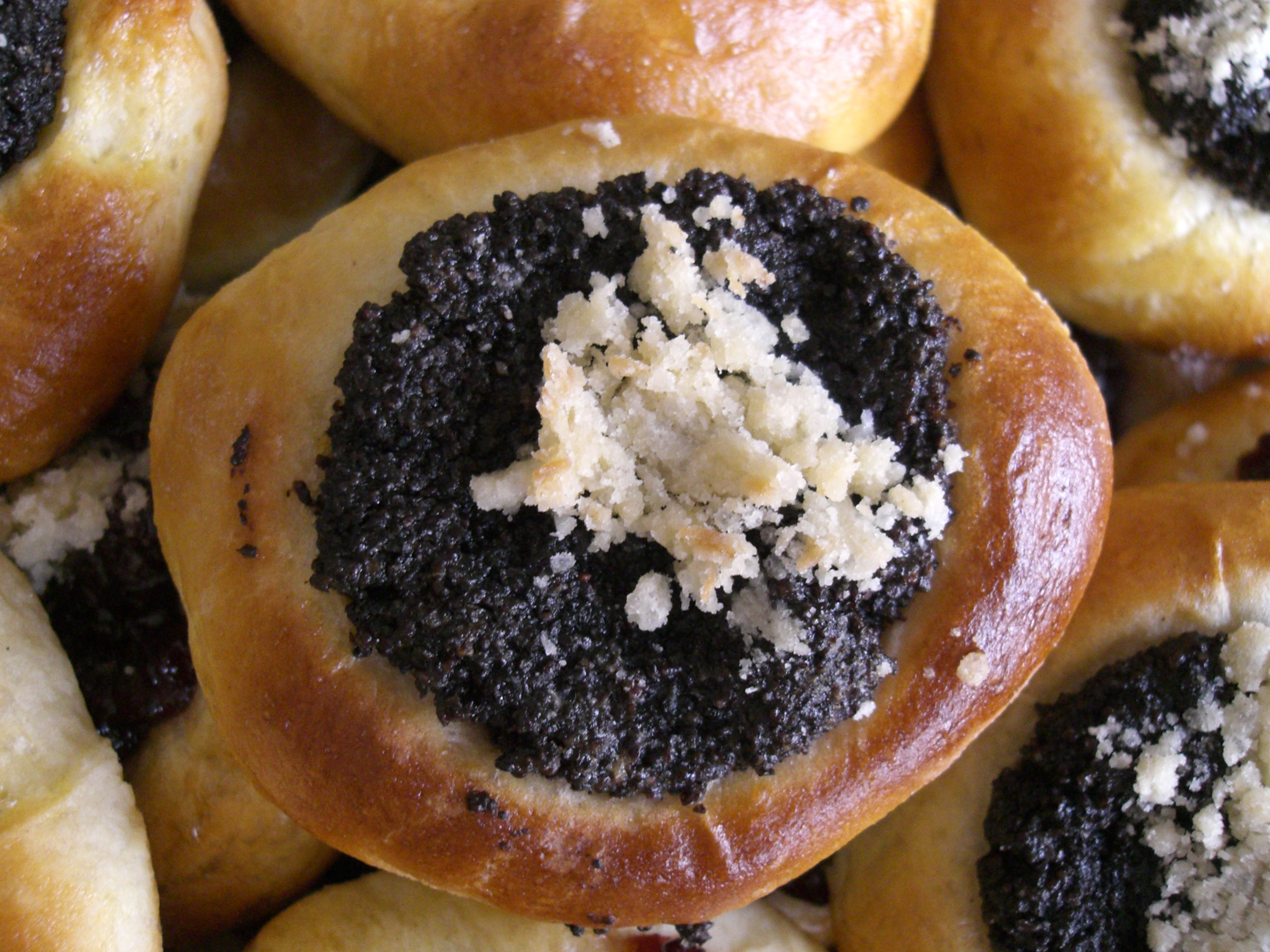
Koláč, egy hires cseh desszert.
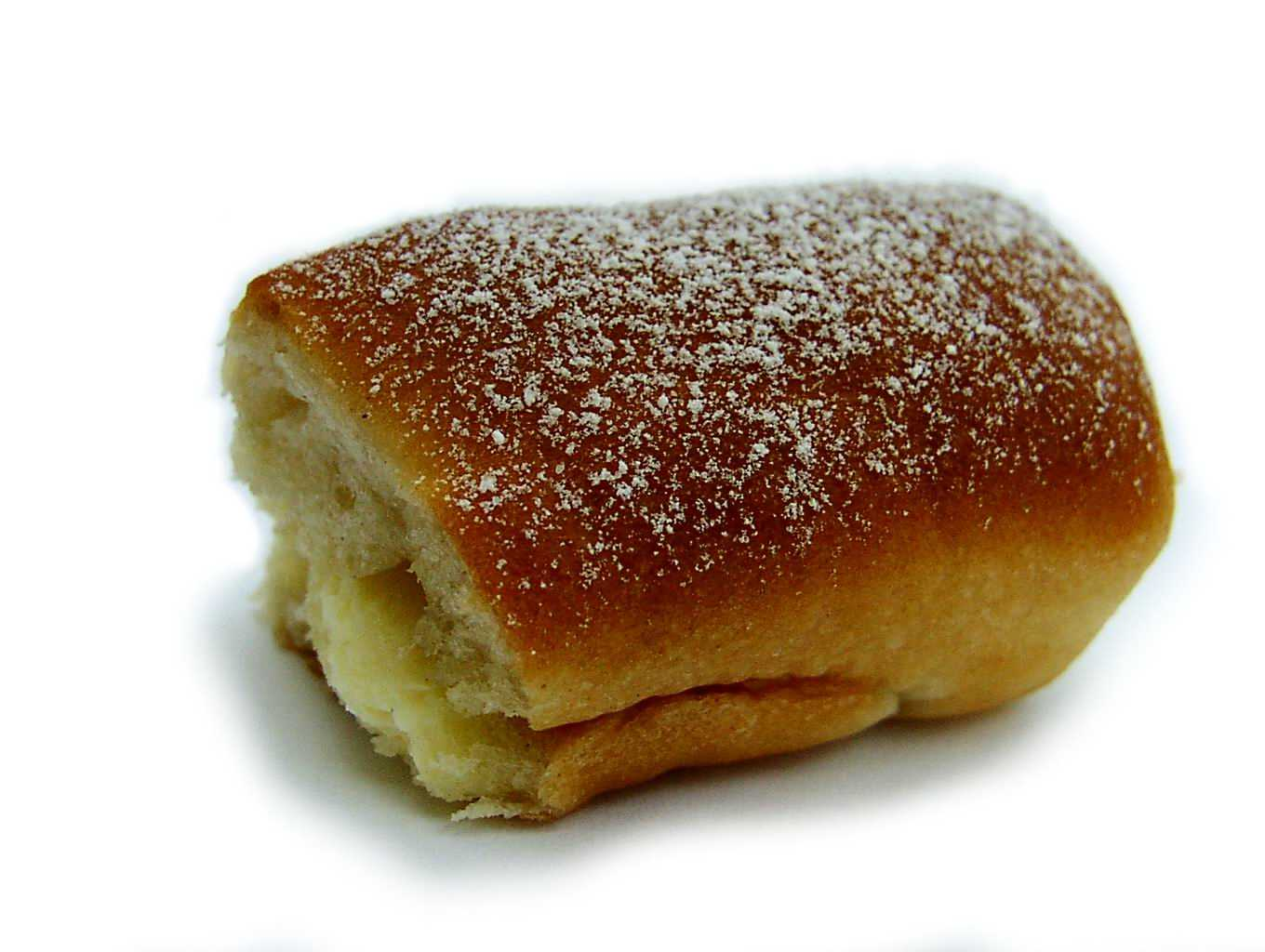
Bukta, népszerű cseh édesség.
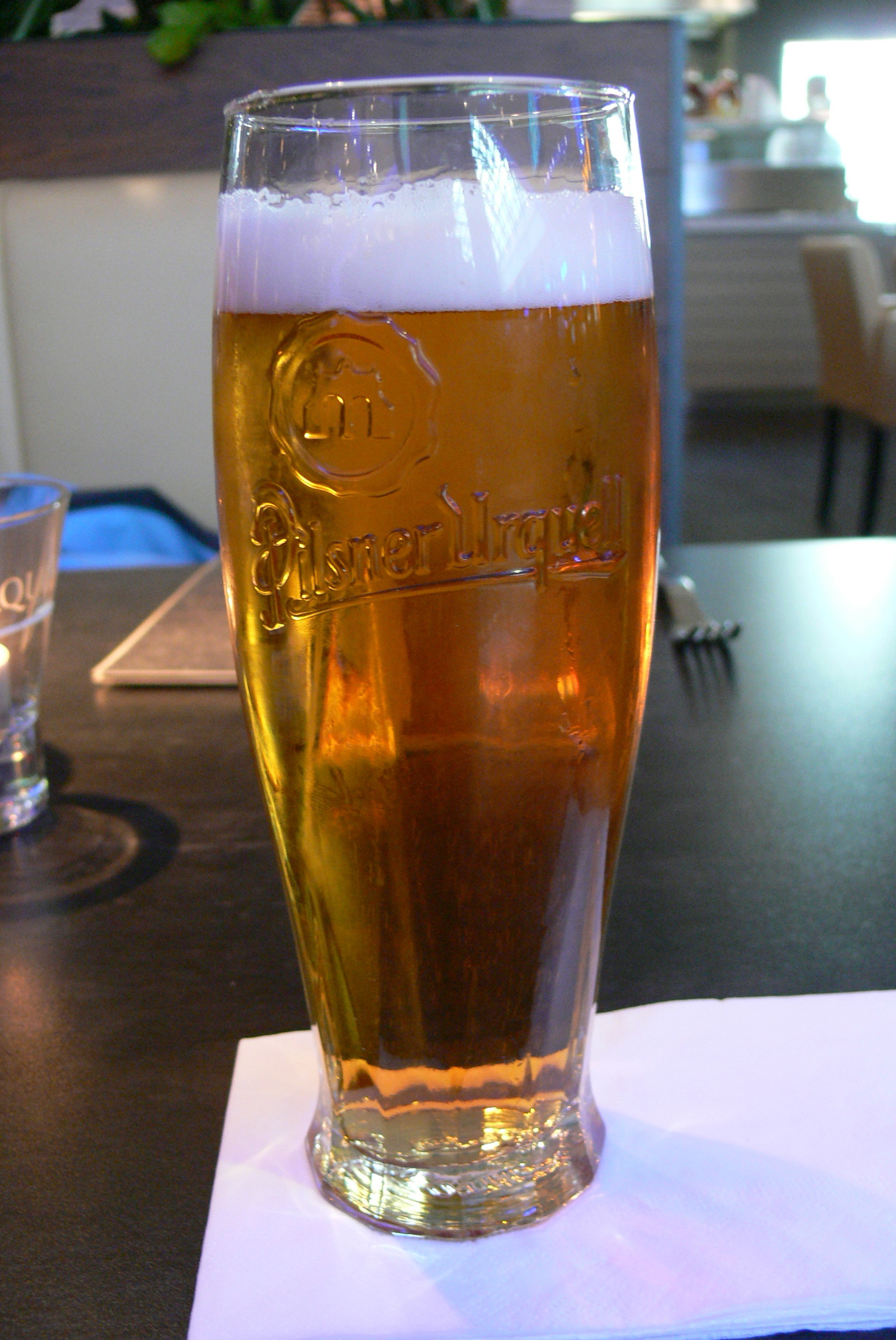
Cseh sör

### Művészetek

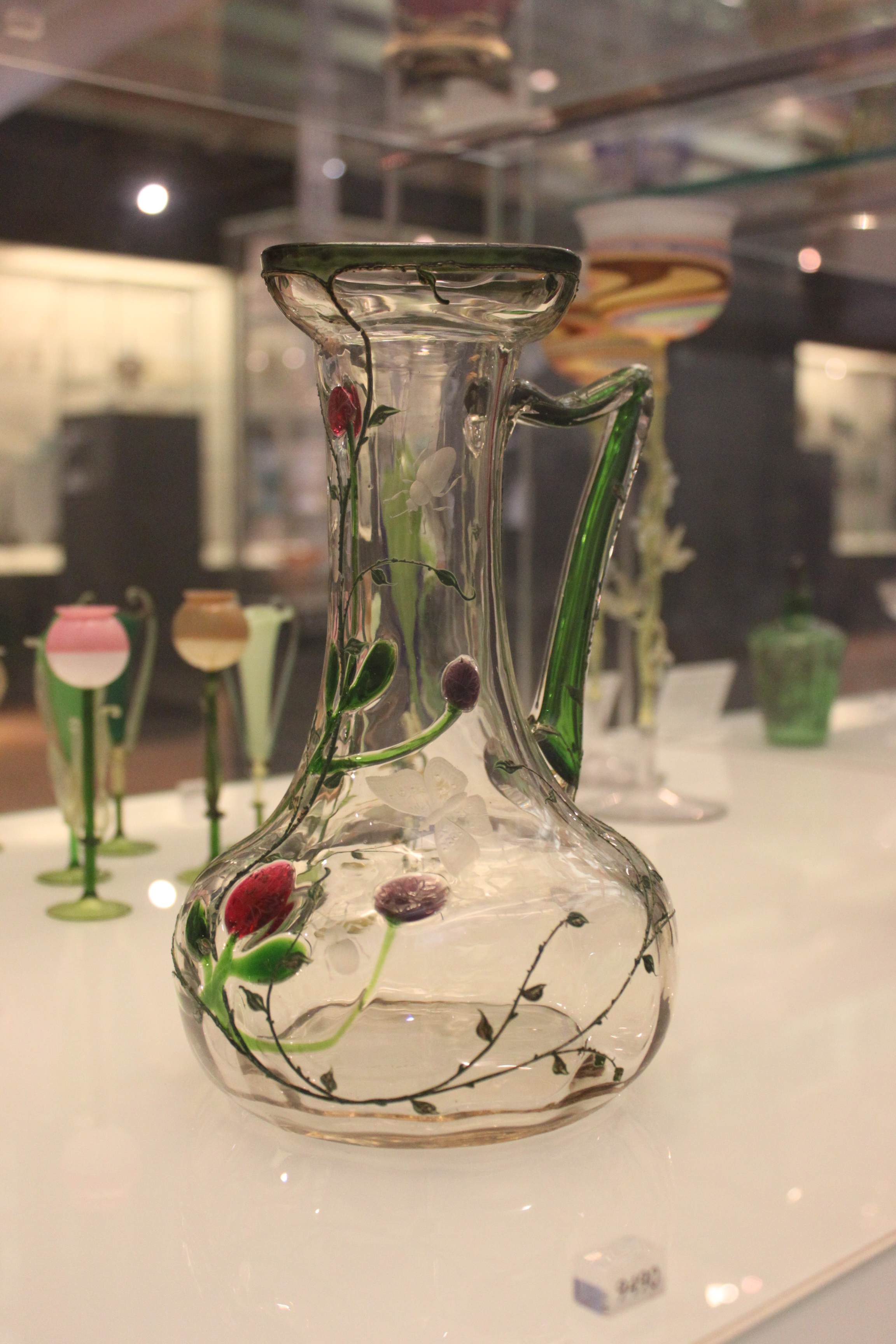
Cseh üveg és cseh kristály

### Népszokások

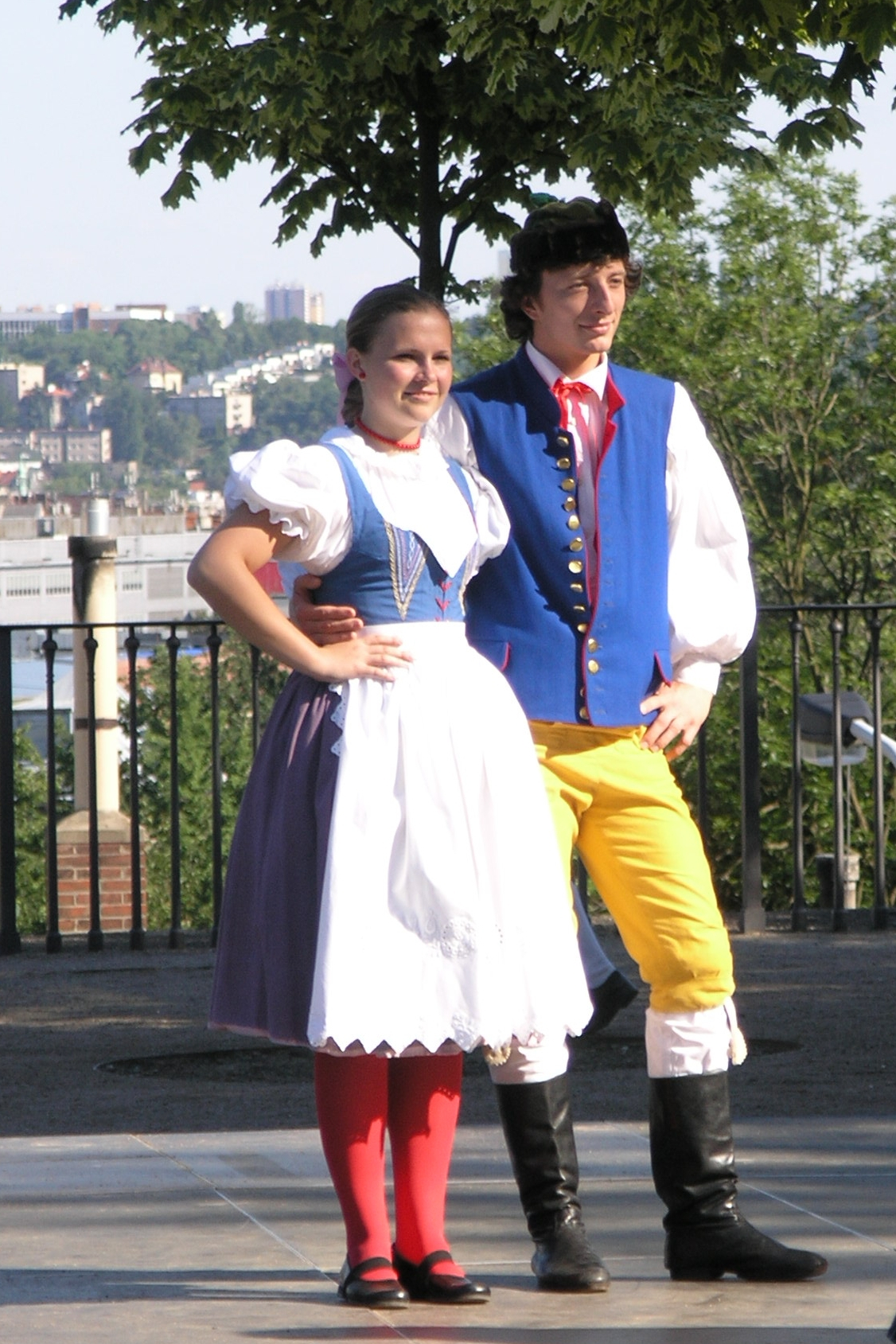
Kroj, egy hagyományos cseh népviselet, melynek számos helyi változata ismert.
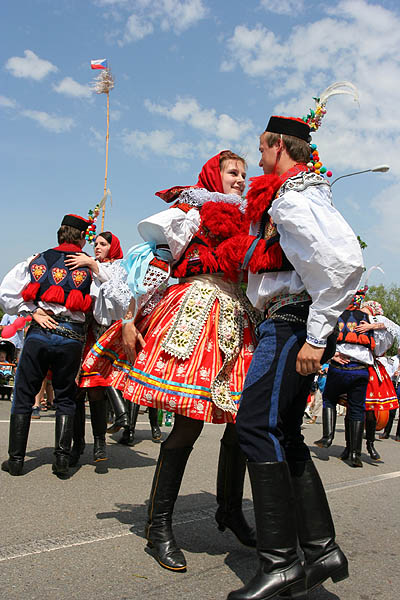
A kroj egy másik változata a Morva-Szlovákiában fekvő Vlčnovból.

### Tánc és zene

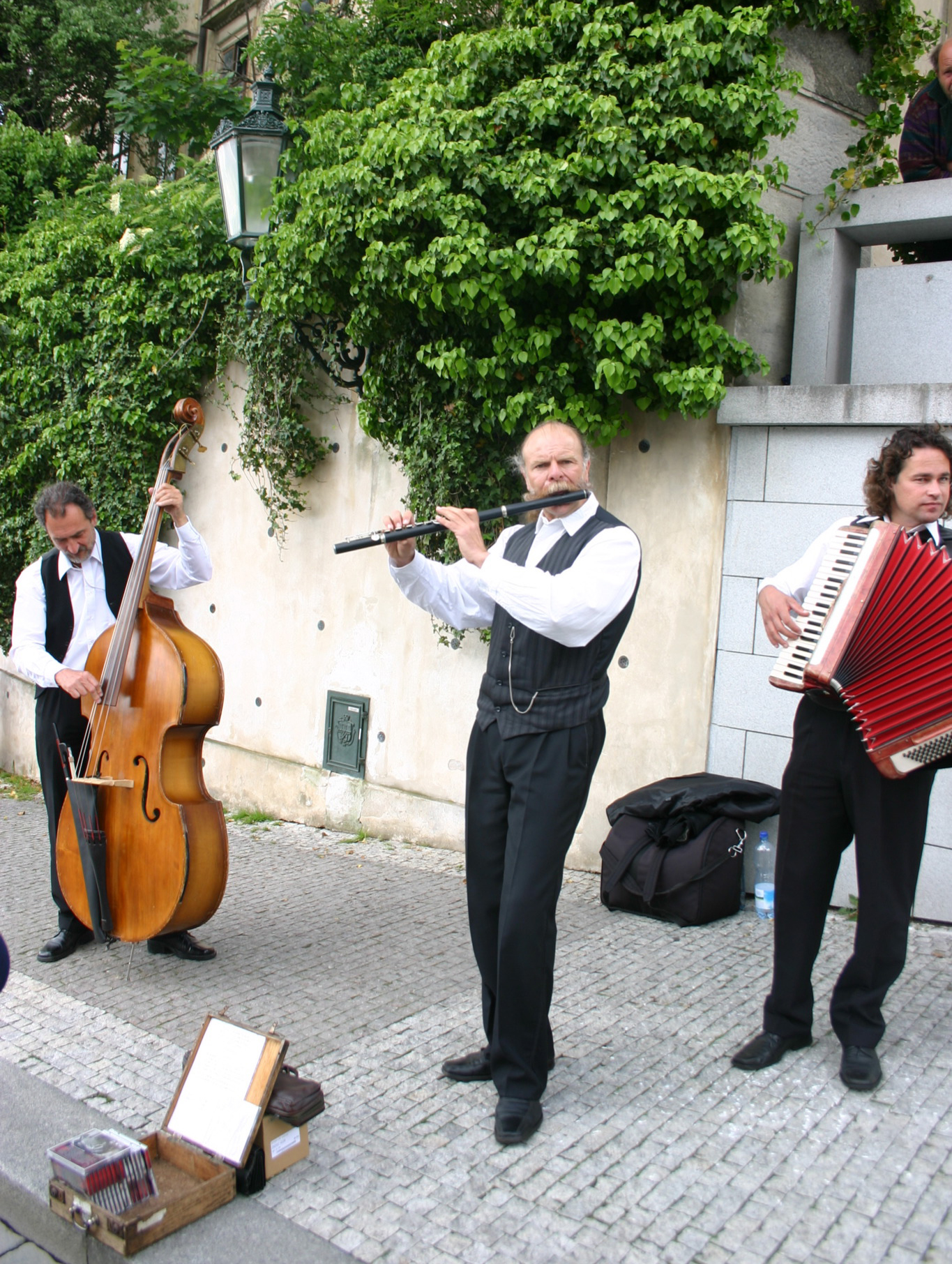
Polka, egy Csehországból származó zene és az ahhoz kapcsolódó tánc.